# Team LottoNL-Jumbo/2015
Deze pagina geeft een overzicht van de Team LottoNL-Jumbo wielerploeg in  2015. De ploeg is de opvolger van de formatie die in 2013 en 2014 gesponsord werd door Belkin en in de jaren daarvoor door Rabobank. Het budget is ten opzichte van 2014 omlaag gegaan en de ploeg heeft afscheid moeten nemen van kopmannen Bauke Mollema en Lars Boom. De ploegkleuren zijn geel en zwart, maar het tenue moet waarschijnlijk gewijzigd worden voor de Ronde van Frankrijk omdat er te veel geel in zit.
De ploeg is onderdeel van een samenwerkingsverband met de Team LottoNL-Jumbo schaatsploeg die traint onder leiding van Jac Orie.

## Algemeen
Sponsor
LottoNL
Subsponsor
Jumbo Supermarkten
Algemeen manager
Richard Plugge
Teammanagers
Nico Verhoeven, Merijn Zeeman, Louis Delahaye
Ploegleiders
Jan Boven, Erik Dekker, Frans Maassen
Fietsmerk
Bianchi
Materiaal en banden
Shimano, Vittoria
Kleding
Santini SMS
Budget
±10 miljoen euro
Kopmannen
Robert Gesink, Moreno Hofland, Wilco Kelderman, Sep Vanmarcke en Steven Kruijswijk

## Transfers
| Inkomend          | Team 2014                   | Uitgaand             | Team 2015                    |
| ----------------- | --------------------------- | -------------------- | ---------------------------- |
| George Bennett    | Cannondale Pro Cycling Team | Bauke Mollema        | Trek Factory Racing          |
| Bert-Jan Lindeman | Rabobank Development Team   | Lars Boom            | Astana                       |
| Timo Roosen       | Rabobank Development Team   | Stef Clement         | IAM Cycling                  |
| Mike Teunissen    | Rabobank Development Team   | Jetse Bol            | Cyclingteam De Rijke         |
| Kevin De Weert    | Omega Pharma-Quick-Step     | Dennis van Winden    | Synergy Baku Cycling Project |
| Tom Van Asbroeck  | Topsport Vlaanderen         | Lars Petter Nordhaug | Sky ProCycling               |
| Brian Bulgaç      | Giant-Shimano               | Jonathan Hivert      | Bretagne-Séché Environnement |
|                   |                             | Theo Bos             | MTN-Qhubeka                  |
|                   |                             | Jack Bobridge        | Team Budget Forklifts        |
|                   |                             | Juan Manuel Gárate   | Gestopt                      |
|                   |                             | David Tanner         | IAM Cycling                  |
|                   |                             | Graeme Brown         | Drapac Professional Cycling  |

## Renners
| Naam               | Geboortedatum | Nationaliteit | Ploeg 2014                  | Contract t/m |
| ------------------ | ------------- | ------------- | --------------------------- | ------------ |
| George Bennett     | 07-04-1990    | Nieuw-Zeeland | Cannondale Pro Cycling Team | 2016         |
| Brian Bulgaç       | 07-04-1988    | Nederland     | Giant-Shimano               | 2015         |
| Kevin De Weert     | 27-05-1982    | België        | Omega Pharma-Quick-Step     | gestopt      |
| Rick Flens         | 11-04-1983    | Nederland     |                             | 2015         |
| Robert Gesink      | 31-05-1986    | Nederland     |                             | 2016         |
| Marc Goos          | 30-11-1990    | Nederland     |                             | 2016         |
| Moreno Hofland     | 31-08-1991    | Nederland     |                             | 2016         |
| Martijn Keizer     | 25-03-1988    | Nederland     |                             | 2016         |
| Wilco Kelderman    | 25-03-1991    | Nederland     |                             | 2016         |
| Steven Kruijswijk  | 07-06-1987    | Nederland     |                             | 2016         |
| Tom Leezer         | 26-12-1985    | Nederland     |                             | 2017         |
| Bert-Jan Lindeman  | 16-06-1989    | Nederland     | Rabobank Development Team   | 2017         |
| Barry Markus       | 17-07-1991    | Nederland     |                             | 2015         |
| Paul Martens       | 26-10-1983    | Duitsland     |                             | 2017         |
| Timo Roosen        | 11-01-1993    | Nederland     | Rabobank Development Team   | 2016         |
| Bram Tankink       | 03-12-1978    | Nederland     |                             | 2016         |
| Mike Teunissen     | 25-08-1992    | Nederland     | Rabobank Development Team   | 2016         |
| Laurens ten Dam    | 13-11-1980    | Nederland     |                             | 2015         |
| Maarten Tjallingii | 05-11-1977    | Nederland     |                             | 2016         |
| Tom Van Asbroeck   | 19-04-1990    | België        | Topsport Vlaanderen-Baloise | 2016         |
| Nick van der Lijke | 23-09-1991    | Nederland     |                             | 2015         |
| Jos van Emden      | 18-02-1985    | Nederland     |                             | 2016         |
| Sep Vanmarcke      | 28-07-1988    | België        |                             | 2016         |
| Robert Wagner      | 17-04-1983    | Duitsland     |                             | 2016         |
| Dennis van Winden  | 02-12-1987    | Nederland     |                             | 2016         |
| Maarten Wynants    | 13-05-1982    | België        |                             | 2016         |

## Overwinningen
| Ronde van Catalonië Jongerenklassement: Wilco Kelderman Ronde van Yorkshire 2e etappe: Moreno Hofland Ster ZLM Toer 4e etappe: Moreno Hofland Nederlands kampioenschap tijdrijden, elite Wilco Kelderman GP Beeckman-De Caluwé Maarten Tjallingii GP Raf Jonckheere Mike Teunissen Ronde van de Ain 1e etappe Mike Teunissen Eneco Tour 4e etappe Jos van Emden (individuele tijdrit) Ronde van Spanje 7e etappe Bert-Jan Lindeman |

Mannen: 1984 · 1985 · 1986 · 1987 · 1988 · 1989 · 1990 · 1991 · 1992 · 1993 · 1994 · 1995 · 1996 · 1997 · 1998 · 1999 · 2000 · 2001 · 2002 · 2003 · 2004 · 2005 · 2006 · 2007 · 2008 · 2009 · 2010 · 2011 · 2012 · 2013 · 2014 · 2015 · 2016 · 2017 · 2018 · 2019 · 2020 · 2021 · 2022 · 2023 · 2024 · 2025
Lijst van alle renners
Vrouwen: 2021 · 2022 · 2023 · 2024 · 2025
AG2R-La Mondiale · Astana Pro Team · BMC Racing Team · Team Cannondale-Garmin · Etixx-Quick Step · FDJ · Team Giant-Alpecin · IAM Cycling · Katjoesja · Lampre-Merida · Team LottoNL-Jumbo · Lotto Soudal · Movistar Team · Orica GreenEDGE · Team Sky · Tinkoff-Saxo · Trek Factory Racing